# Alcyoniina
Alcyoniina è un sottordine di antozoi della sottoclasse degli octocoralli.

## Descrizione
Le specie di Alcyoniina sono spesso associate ai coralli molli, in quanto prive di scheletro duro, come i coralli dell'ordine Scleractinia. Formano colonie di polipi, uniti da un cenosarco, un tessuto generato dai polipi stessi. Per dare consistenza alla struttura, in quanto privi di scheletro, il loro tessuto contiene spicole di calcite.
I polipi sono dotati di otto tentacoli (o multipli di otto).

## Biologia
Si tratta di octocoralli la cui dieta principale è basata sulla fotosintesi, attraverso la simbiosi con le zooxantelle e attraverso la cattura del plancton grazie dai loro tentacoli. Si nutrono anche assorbendo la materia organica disciolta nell'acqua.

## Distribuzione e habitat
Questo sottordine contiene sei famiglie che vivono quasi esclusivamente nelle acque del Pacifico, dell'Oceano Indiano e del Mar Rosso, con alcune specie nell'Atlantico orientale e nessuna nell'Atlantico occidentale o nei Caraibi.

## Tassonomia
Comprende le seguenti famiglie:
- Acrophytidae McFadden & van Ofwegen, 2017
- Alcyoniidae Lamouroux, 1812
- Aquaumbridae Breedy, van Ofwegen & Vargas, 2012
- Corymbophytidae McFadden & van Ofwegen, 2017
- Leptophytidae McFadden & van Ofwegen, 2017
- Nephtheidae Gray, 1862
- Nidaliidae Gray, 1869
- Paralcyoniidae Gray, 1869
- Xeniidae Ehrenberg, 1828